# Kabelnämnden
Kabelnämnden var en statlig svensk myndighet som bildades 1985. Den övervakade radio- och TV-sändningar i kabelnätverk i Sverige, i praktiken den TV-reklam som sändes ut. Myndigheten beslutade den 15 februari 1989 att inte yttra sig om sändningar via Astra-satelliten till svenska kabelnät, i praktiken TV3, som därmed utan hot om sanktion kunde sända TV-reklam. Därmed lades grunden för att TV3 och Kanal 5 lyder under andra reklamregler än TV4.
Myndigheten avskaffades den 30 juni 1994 och uppgifterna övertogs av Granskningsnämnden för radio och TV samt Radio- och TV-verket.